# Parwka
Parwka (605 m) – szczyt w Paśmie Lubomira i Łysiny, które przez Jerzego Kondrackiego włączane jest do Beskidu Wyspowego, na mapach jednak i w przewodnikach turystycznych zaliczane jest do Beskidu Makowskiego. Leży w północno-zachodniej części Pasma Lubomira i Łysiny. Zachodnie stoki opadają w dolinę Ziębówki, na północnym zboczu bierze początek potok Trzemeśnianka. Przez grzbiet prowadzi droga łącząca Chełm z Porębą. Przez południowo-zachodnią część masywu Parwki biegną Mały Szlak Beskidzki oraz zielony: Myślenice-Zarabie – Działek.